# Alban z Anglii
Alban z Anglii (ang. Saint Alban; zm. 22 czerwca ok. 304) – święty przedkongregacyjny, czczony jako pierwszy męczennik na Wyspach Brytyjskich, święty Kościoła katolickiego, prawosławnego i anglikańskiego.

## Żywot

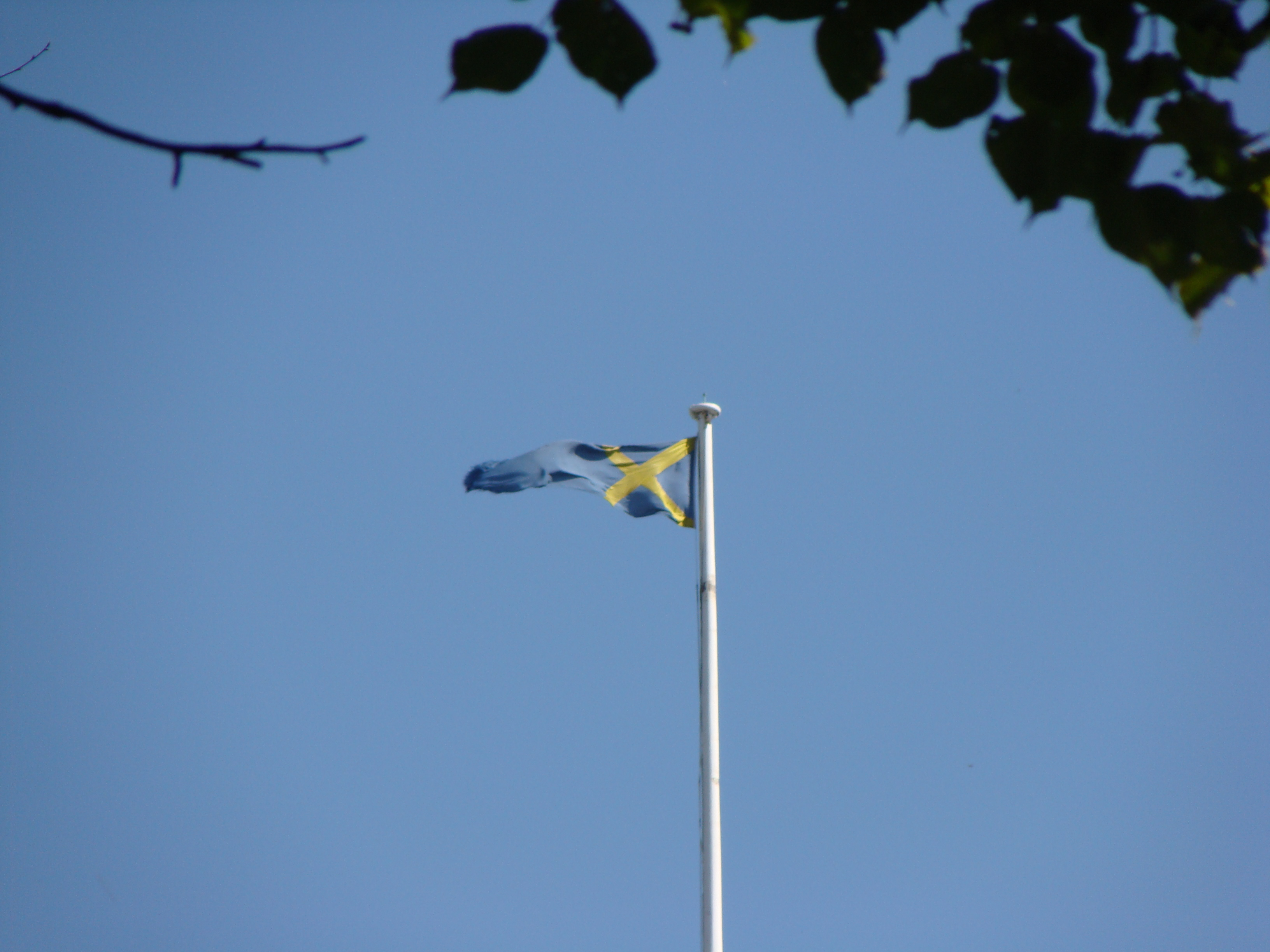
Krzyż św. Albana na fladze katedry w St Albans.

Alban był żołnierzem i lojalnym obywatelem rzymskim urodzonym w Verulamium (współcześnie St Albans w Hertfordshire) w Brytanii. Życie jego zostało odmienione po spotkaniu z prześladowanym duchownym chrześcijańskim, któremu udzielił schronienia i przez którego został nawrócony. By ułatwić ucieczkę ściganemu, odstąpił mu swoje ubrania, sam przebierając się w habit. Tak został pojmany i uwięziony. Zażądano od niego wyrzeczenia się wiary, czego nie uczynił. Zanim został stracony, dokonał cudu nawrócenia swego niedoszłego kata. Ostatecznie, po torturach, został stracony przez ścięcie wraz z duchownym, który na wieść o jego pojmaniu ujawnił się w nadziei na uratowanie mu życia.
Śmierć męczeńska Albana miała miejsce prawdopodobnie około 304 roku. Niektórzy badacze odnoszą ją do okresu prześladowań za Decjusza (ok. 254) lub Septymiusza Sewera (ok. 209).

## Kult świętego
Po śmierci Albana jego popularność rozprzestrzeniła się na sąsiednie kraje - Francję i Niemcy. W VIII wieku powstał pierwszy spisany żywot świętego. Jego relikwie zaginęły w okresie reformacji. Obecnie kult świętego ogranicza się do Wysp Brytyjskich.
Nie należy mylić go z innym męczennikiem, niemieckim kapłanem św. Albanem z Moguncji (Mainz, †406).
Patronat
Święty Alban jest patronem nawróconych, uciekinierów i torturowanych oraz miasta St Albans. Wysuwano także propozycje, aby był patronem Anglii zamiast św. Jerzego albo całej wyspy.
Obok św. Sergiusza z Radoneża, św. Alban jest patronem Bractwa świętych Albana i Sergiusza, powstałego na Wyspach Brytyjskich po rewolucji 1917 roku i promującego dialog prawosławno-anglikański. 
Dzień obchodów
Jego wspomnienie liturgiczne w Kościele katolickim i anglikańskim obchodzone jest 22 czerwca.
Cerkiew prawosławna wspomina męczennika Albana 22 czerwca/5 lipca, tj. 5 lipca według kalendarza gregoriańskiego.
Ikonografia
W ikonografii przedstawiany jest w stroju żołnierza lub w tunice. Jego atrybuty to krzyż i palma męczeństwa.
Relikwie
W 2002 w XIII-wiecznej kaplicy w katedrze w St Albans zaprezentowano łopatkę (kość), która obecnie znajduje się w katedralnym grobowcu.